# Luděk Pernica
Luděk Pernica (Boskovice, 16 giugno 1990) è un calciatore ceco, difensore del Líšeň.

## Descrizione
È un difensore centrale.

## Carriera

### Club
Nel 2018 il difensore passa al club del Viktoria Plzeň. Nonostante sia ancora a secco di gol in campionato col nuovo club, il 14 febbraio 2019, nel match casalingo valido per i sedicesimi di finale di Europa League 2018-2019 contro la Dinamo Zagabria, realizza una doppietta, ribaltando il punteggio sul 2-1 finale.

### Nazionale
Nel 2011 ha giocato una partita nella nazionale ceca Under-20.

## Palmarès

### Club

#### Competizioni nazionali
- Coppa della Repubblica Ceca: 1

Jablonec: 2012-2013
- Supercoppa della Repubblica Ceca: 1

Jablonec: 2013